# Беарн
Беарн (фр. Béarn, окс. Bearn/Biarn, баск. Biarno) — прикордонна історична провінція Французького королівства на півдні  Франції, площею близько 4500 км², входить в основному до складу нинішнього департаменту Атлантичні Піренеї, тоді як менша частина належить до департаменту Ланди.

## Розташування
На заході Беарн межує з провінціями Північної Країни Басків — Субероа, Нижня Наварра, Лапурді та муніципалітетом Бідаш на півночі з департаментом Ланди на сході з департаментом Верхні Піренеї а на півдні з іспанським автономним співтовариством Арагон. Головне місто області - По.

## Географія
Піренеї, покриті густими лісовими просторами, а місцями вічним снігом, поступово спускаються тут до низьких передгір'їв, які на багатьох місцях посмуговані річками і маленькими гірськими струмками. Клімат здоровий, і багаті гірські пасовища підтримують чудове скотарство, особливо розведення коней. Гірські ущелини і пагорби усіяні виноградниками; в низинних місцях росте кукурудза, а на плоских височинах обробляється льон.
Беарн у Франції славиться своїми кулінарними традиціями. Саме його вважають батьківщиною всесвітньо відомого делікатесу фуа-гра.

## Історія

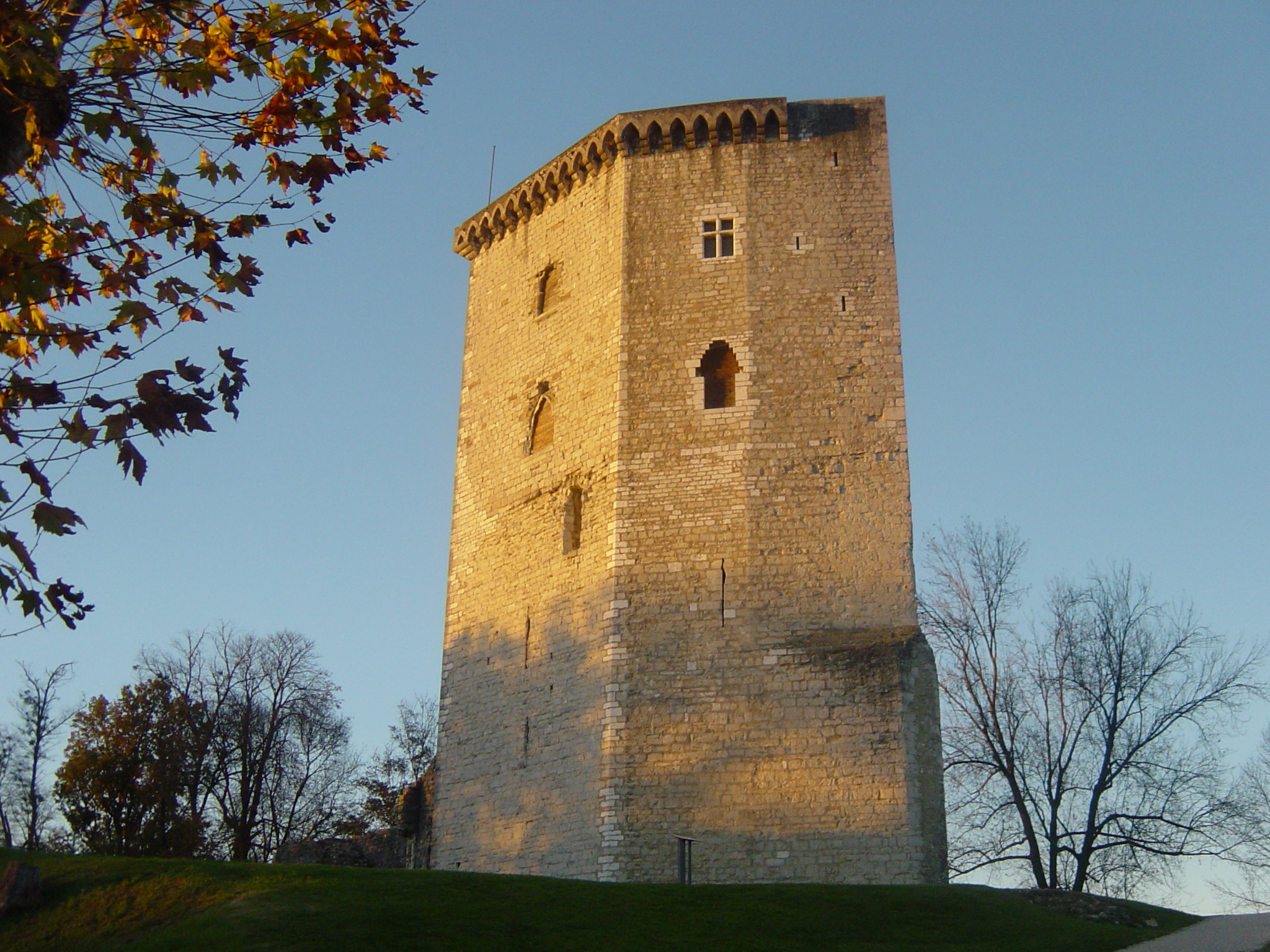
Замок віконтів Беарна в Ортез.

За часів Каролінгів Беарн утворив віконтство, першим правителем якого був Сантюль I. Серед його наступників особливо прославився Гастон IV, що правив у 1090—1130 роках, один з героїв Першого хрестового походу, який отримав згодом за свої військові подвиги на службі короля Альфонса I Арагонського у володіння Сарагосу.
У 1134 році згасло чоловіче потомство віконтів Беарну, і країні загрожувала небезпека позбутися своєї самостійності і бути приєднаними до Арагонського королівства. Беарнці взялися за зброю, прогнали від себе Марію, дочку останнього віконта Сантюля VI, що визнала над собою верховну владу Альфонса II Арагонського, і проголосили своїм правителем одного шляхтича з Біґорра, який однак, був убитий ними на другому році свого правління. Та ж доля спіткала і його наступника, якогось лицаря з Оверні. Тоді беарнці обрали сина принцеси Марії, Гастона VI, при нащадках якого Беарн у результаті шлюбних союзів перейшов спочатку до графів Фуа, а потім разом з Фуа до Наваррського королівства.
При Генріху IV, уродженцю Беарну, країна увійшла до складу Французького королівства і остаточно приєднана до нього Людовіком XIII Справедливим у 1620 році. Разом з тим у Беарні почалося насильницьке викорінення протестантизму, який пустив там глибоке коріння з 1560. Населення Беарну користувалося великими пільгами аж до Революції 1789.

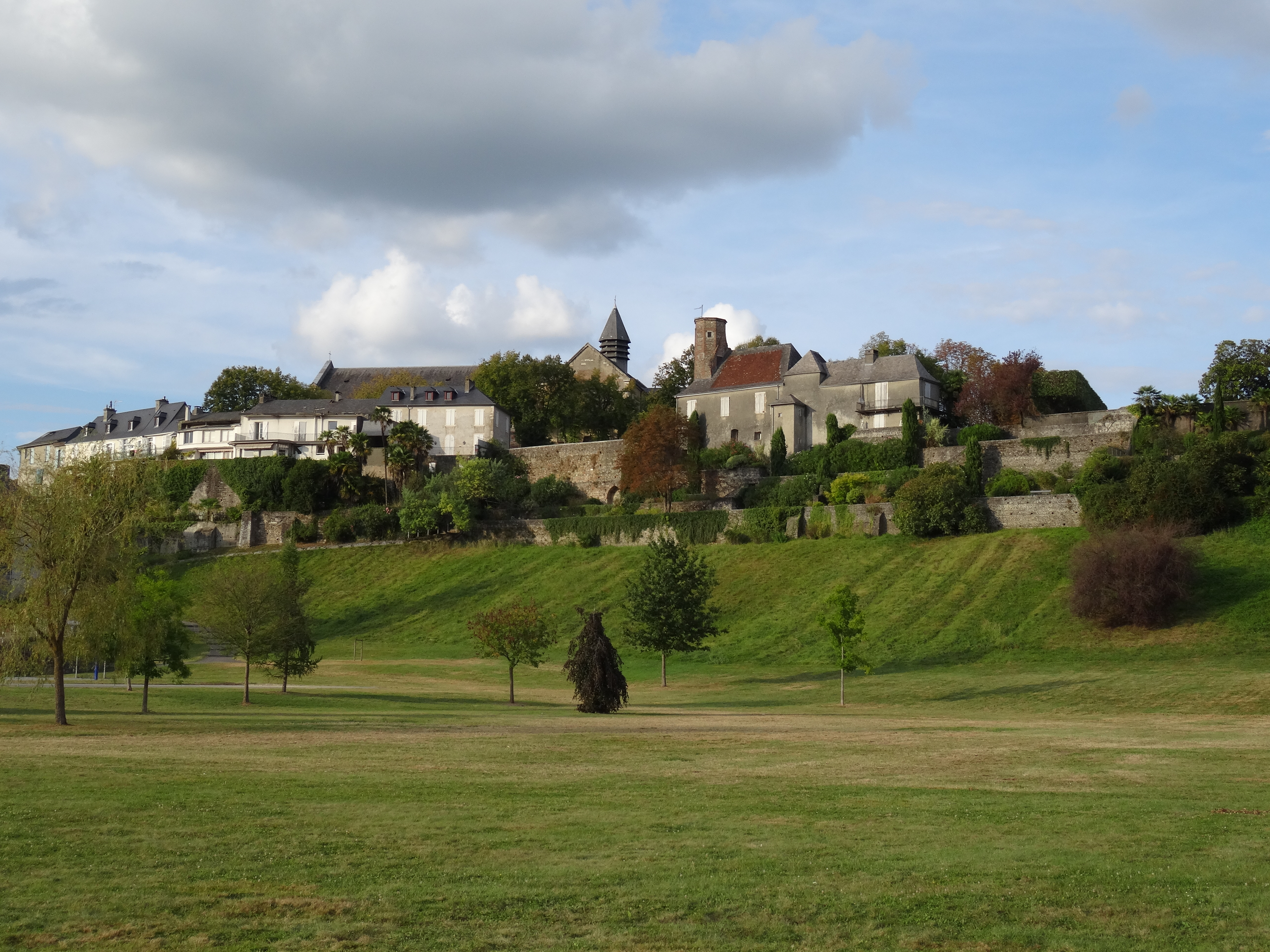
Перша столиця Беарну Лескар.
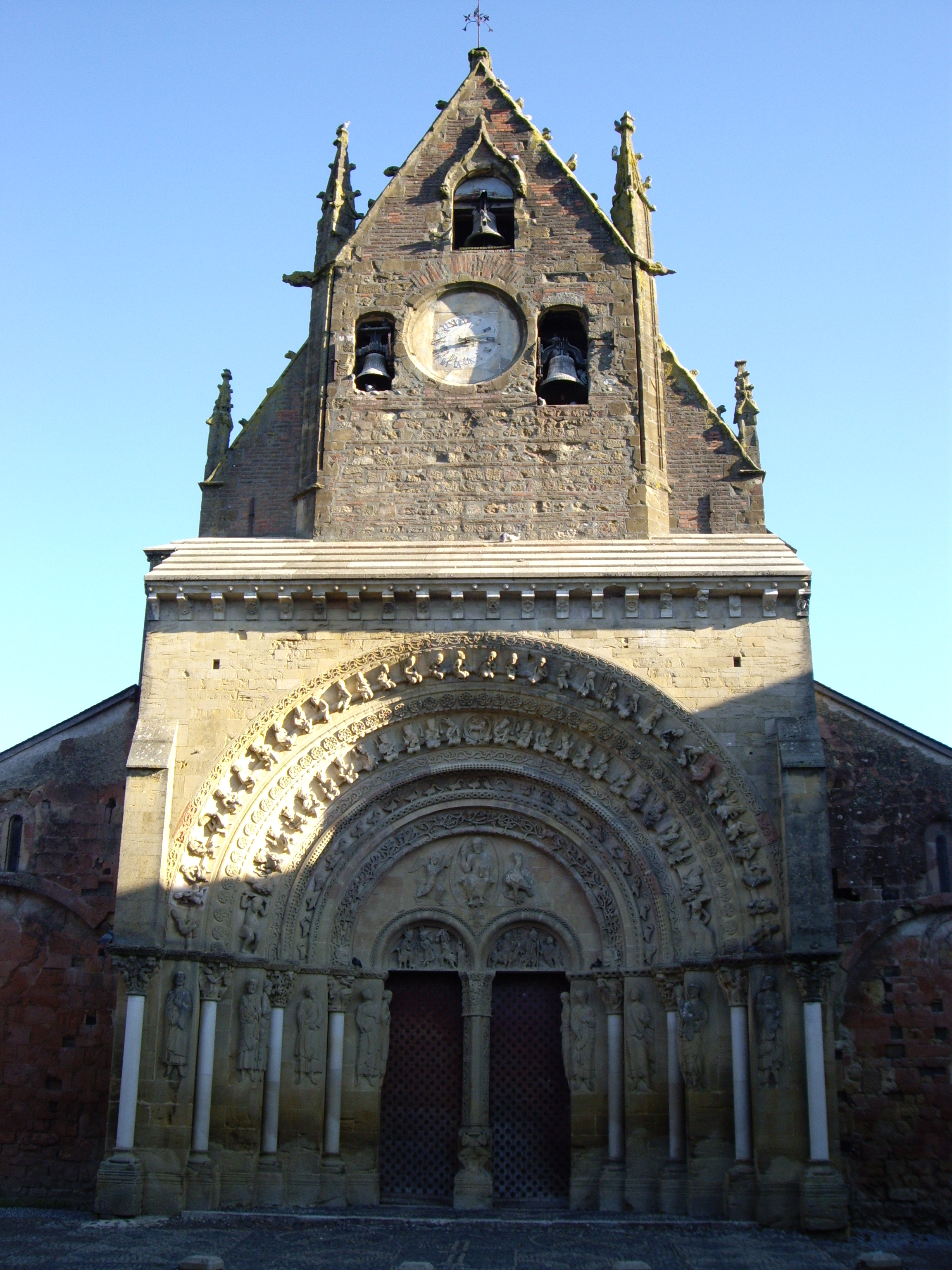
Церква Сент-Фуа у Морлаас.
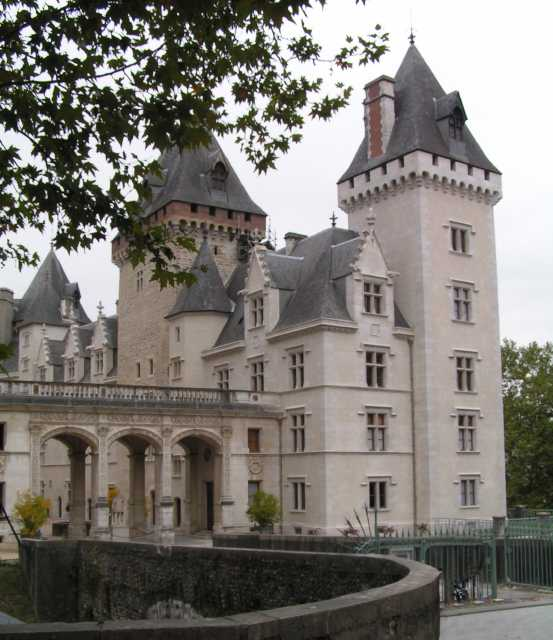
Замок віконтів Беарну в По.
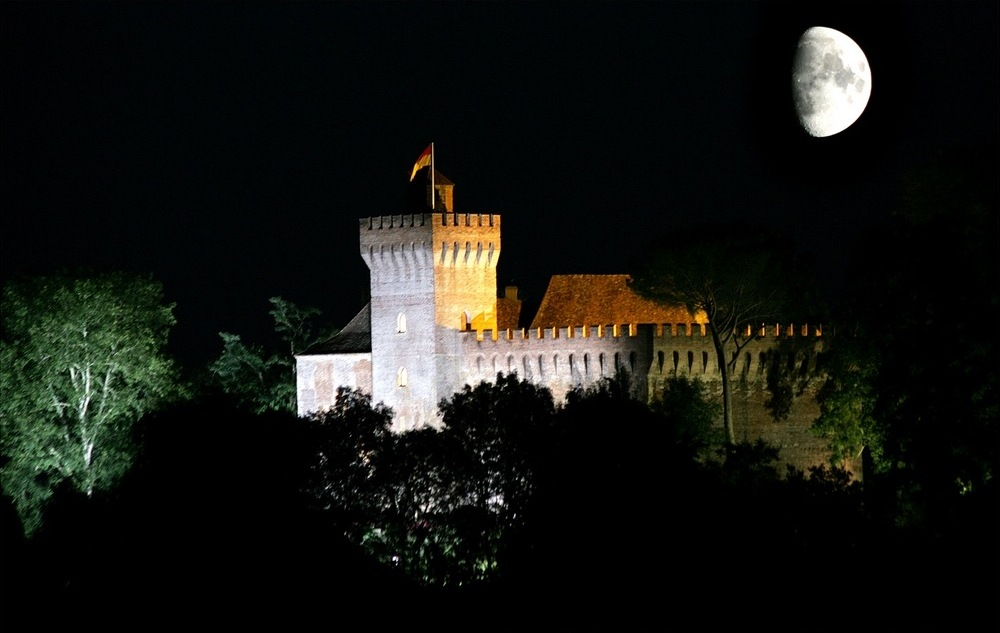
Замок Морлан
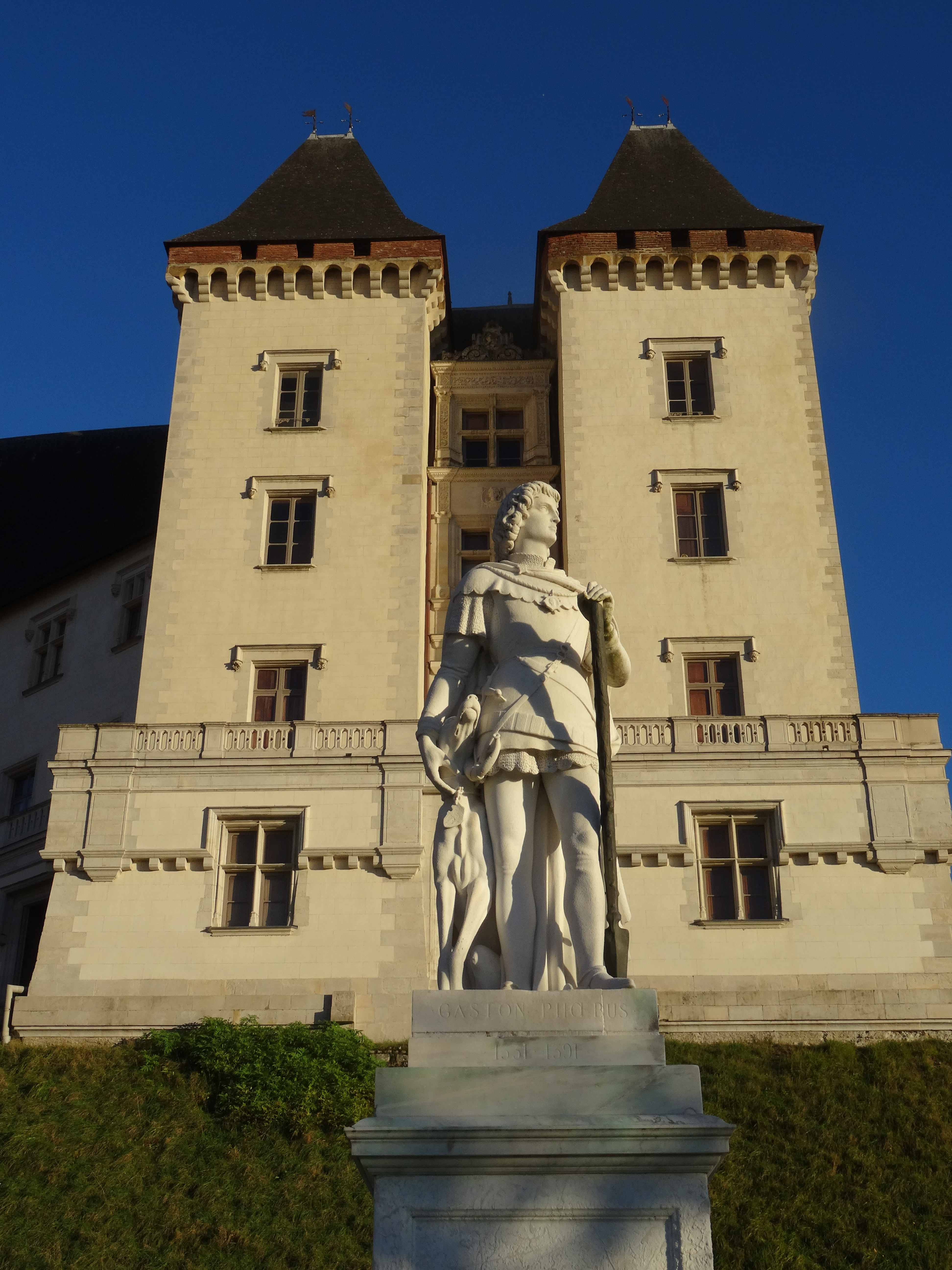
Статуя Гастона III де Фуа.
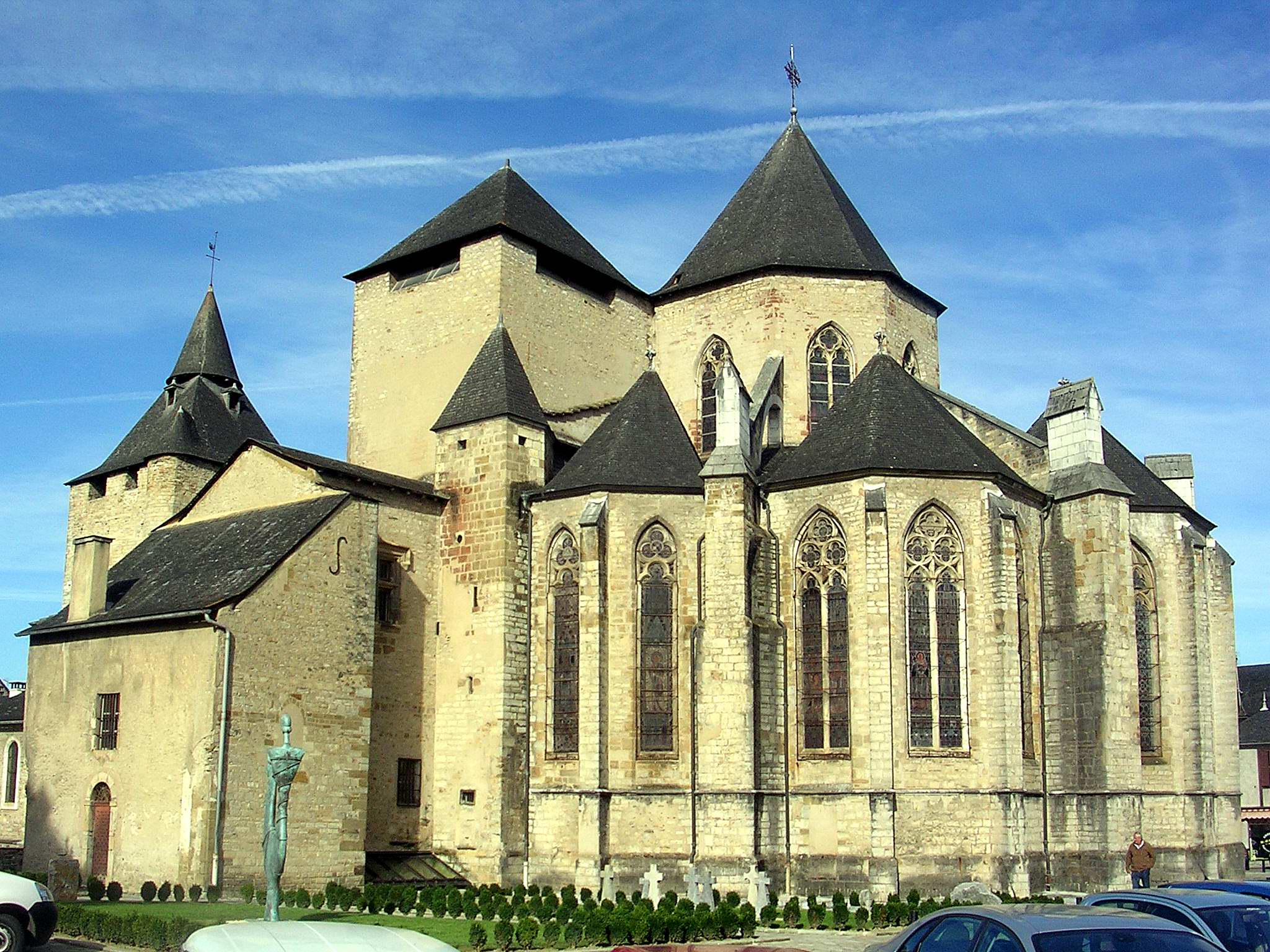
Собор Святої Марії в Олорон-Сент-Марі
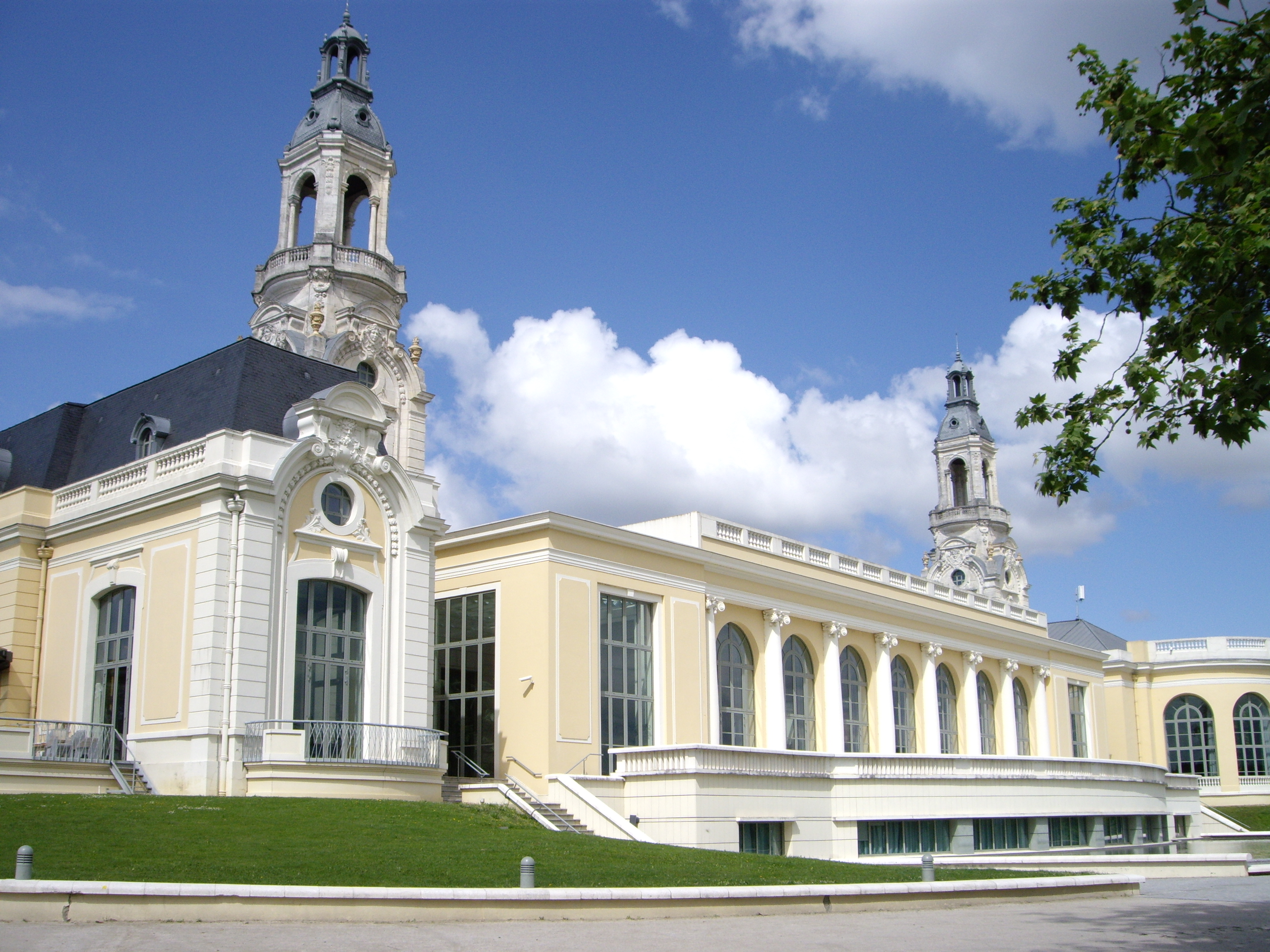
Палац Бомонт у По

## Герб
У золотому полі дві червоні корови що йдуть. Роги, нашийники і дзвіночки блакитні.

## Відомі люди з Беарну

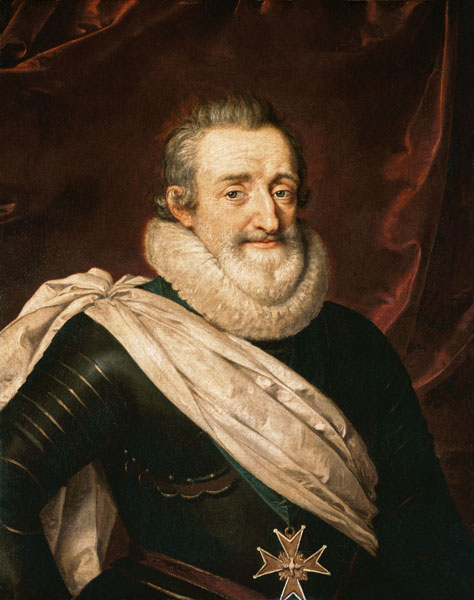
Генріх IV Великий.

- Луї Барту — французький державний діяч, історик і публіцист.
- Франсуа Байру — французький політик і письменник, голова Союзу за французьку демократію (UDF) і кандидат на пост президента Франції на президентських виборах 2007 року.
- Франсіс Жамм — французький поет-символіст.
- П'єр Бурдьє — французький соціолог і філософ, представник постструктуралізму, лідер антиглобалістського руху.
- Генріх IV Великий — король Франції. Засновник французької королівської династії Бурбонів.
- Тоні Естанґе — французький веслувальник, олімпійський чемпіон.
- Бертран Канта — французький рок-виконавець, поет та гітарист. Колишній учасник (фронтмен) легендарного французького рок-гурту «Noir Désir».
- Жульєн Карді — французький футболіст, півзахисник клубу «Ґенґам».

## Світлини

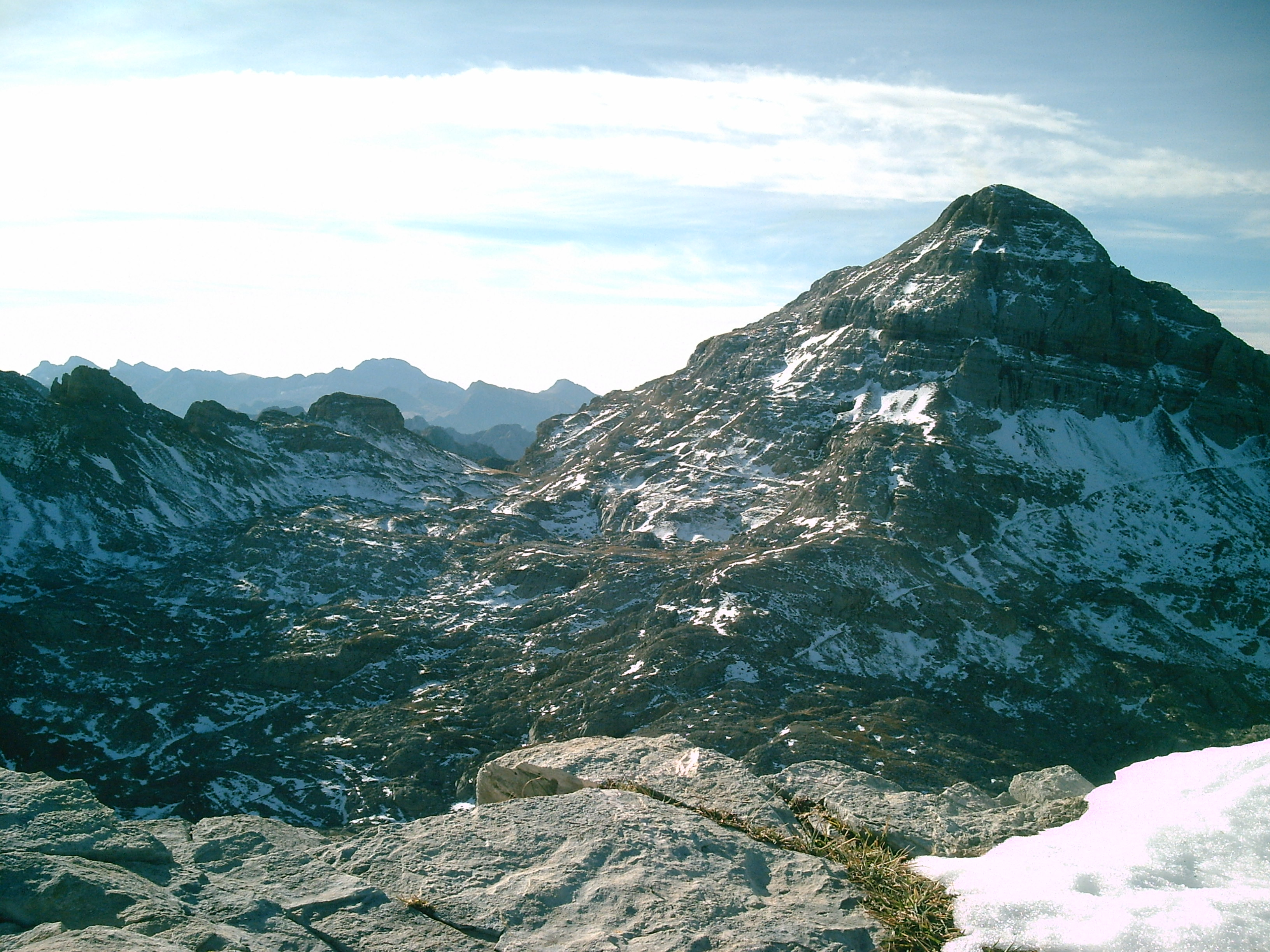
Пік Ані
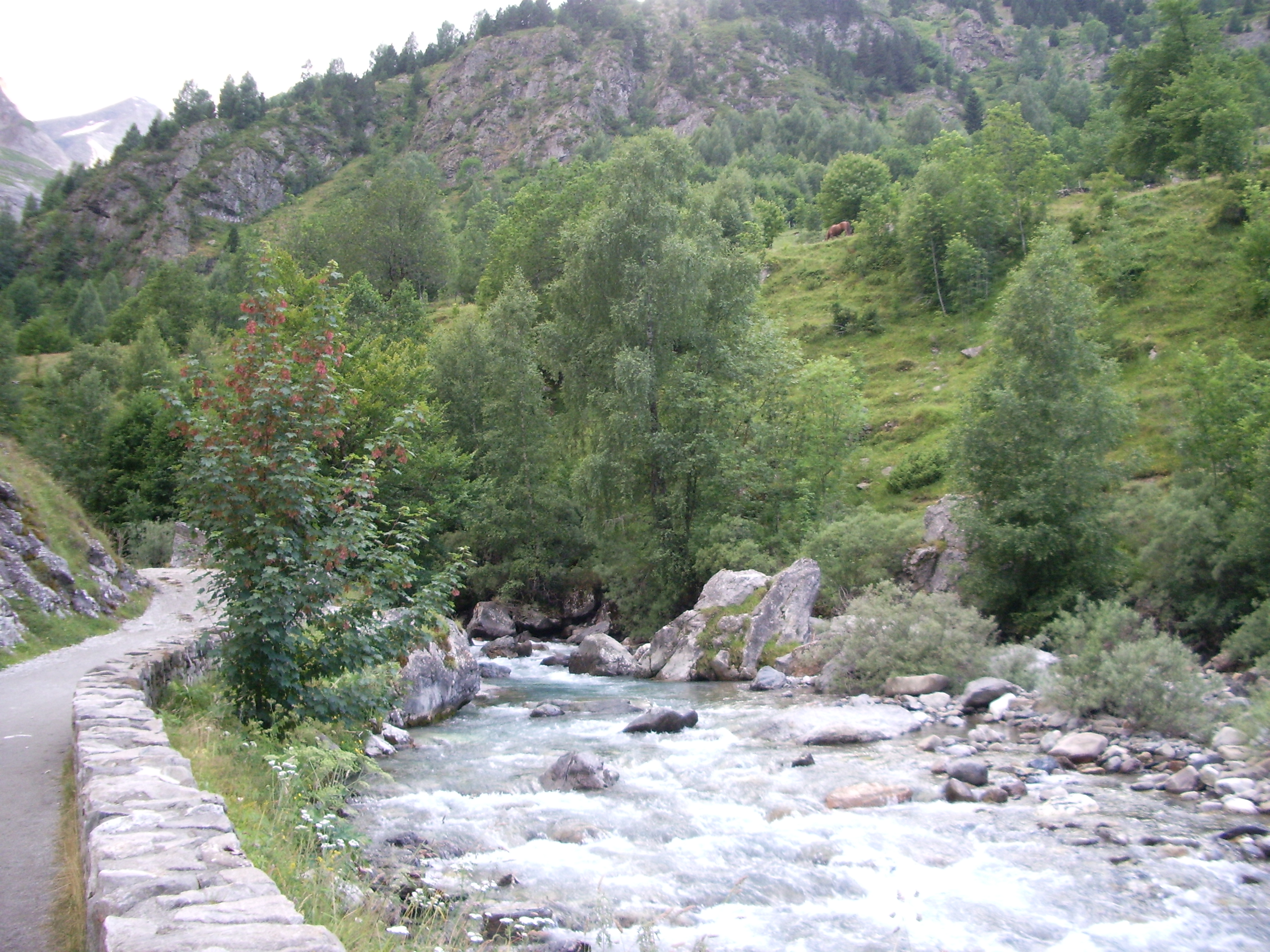
Ґав-де-По
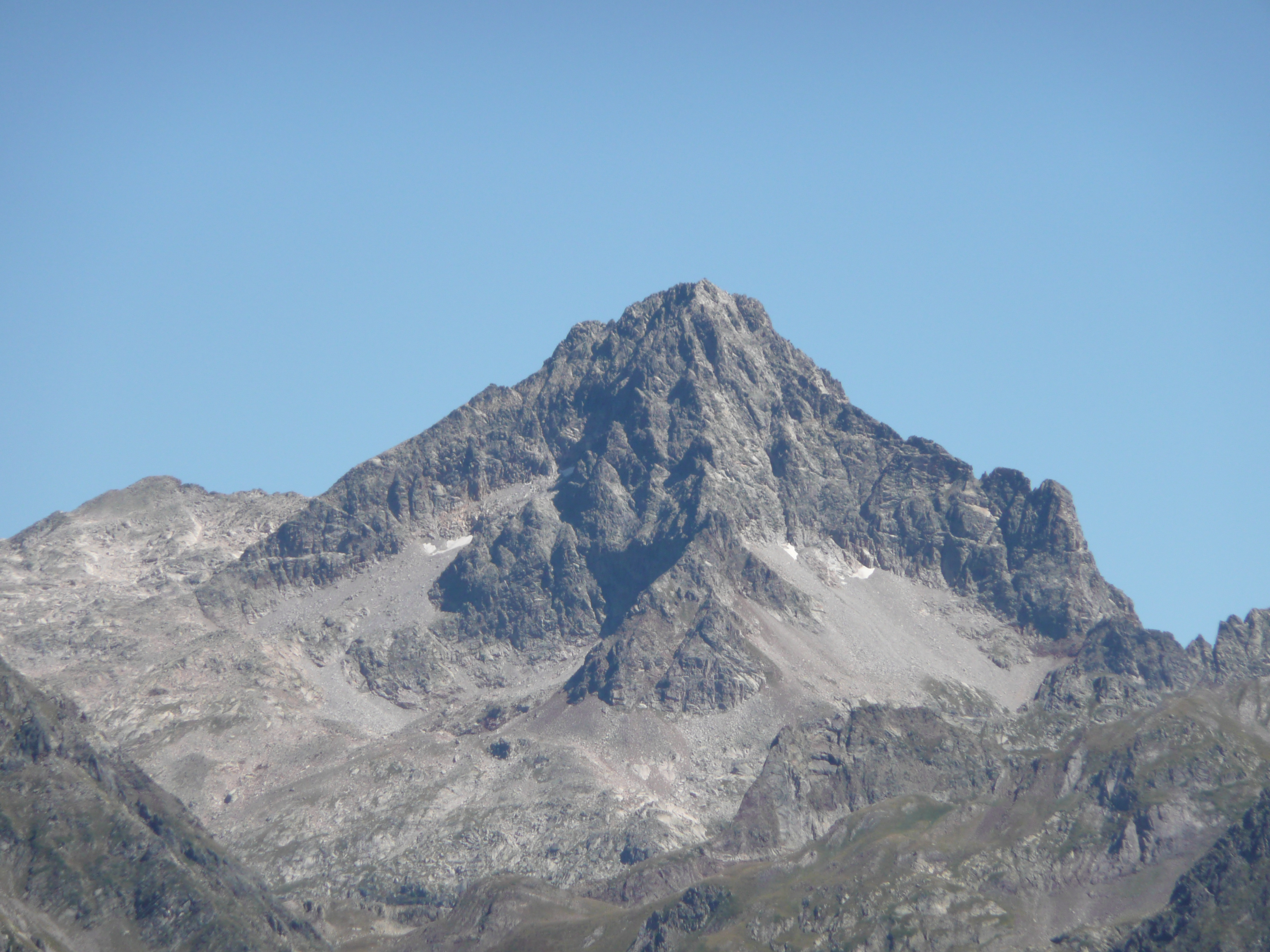
Пік Палас
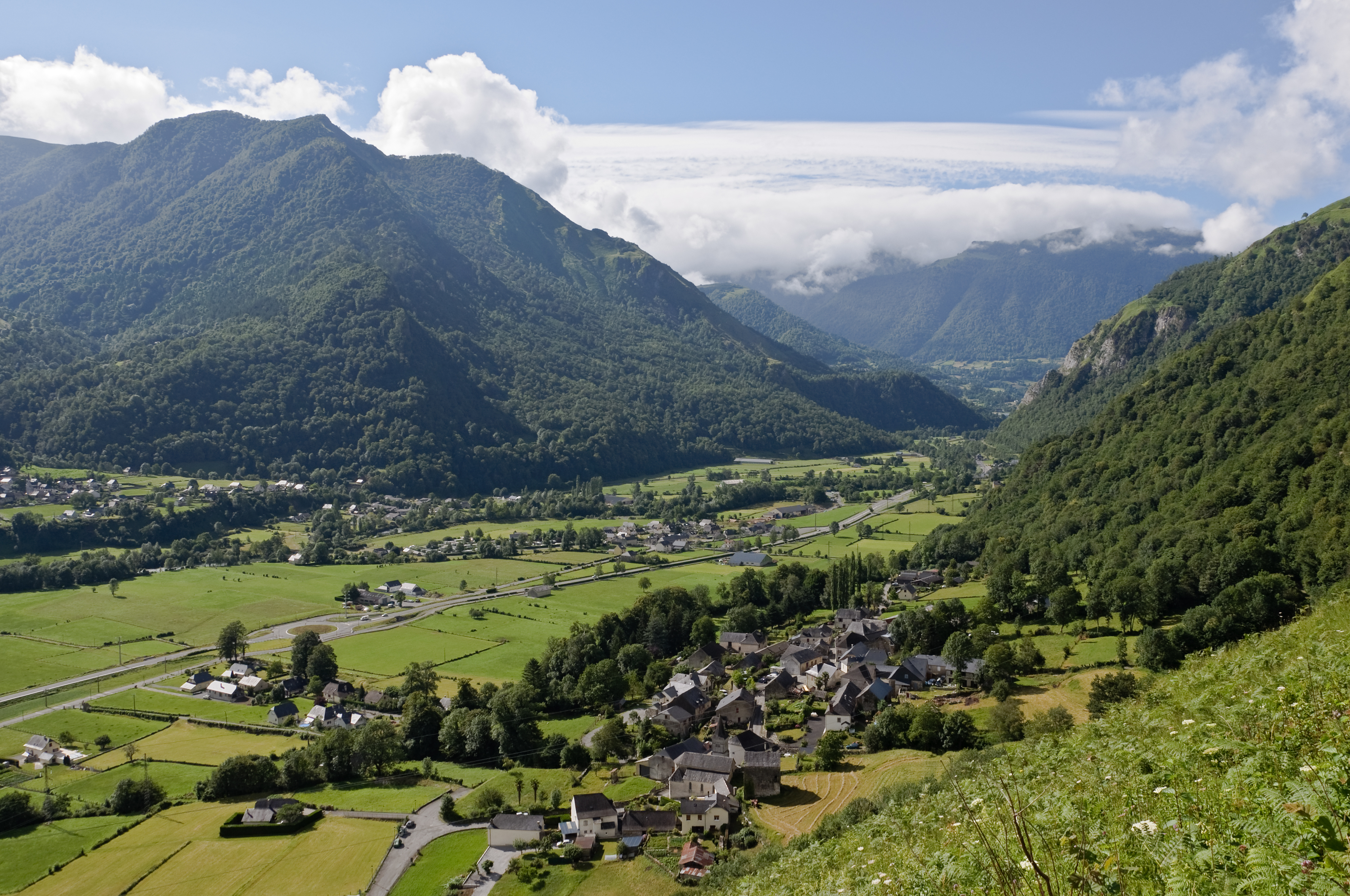
Долина Оссау
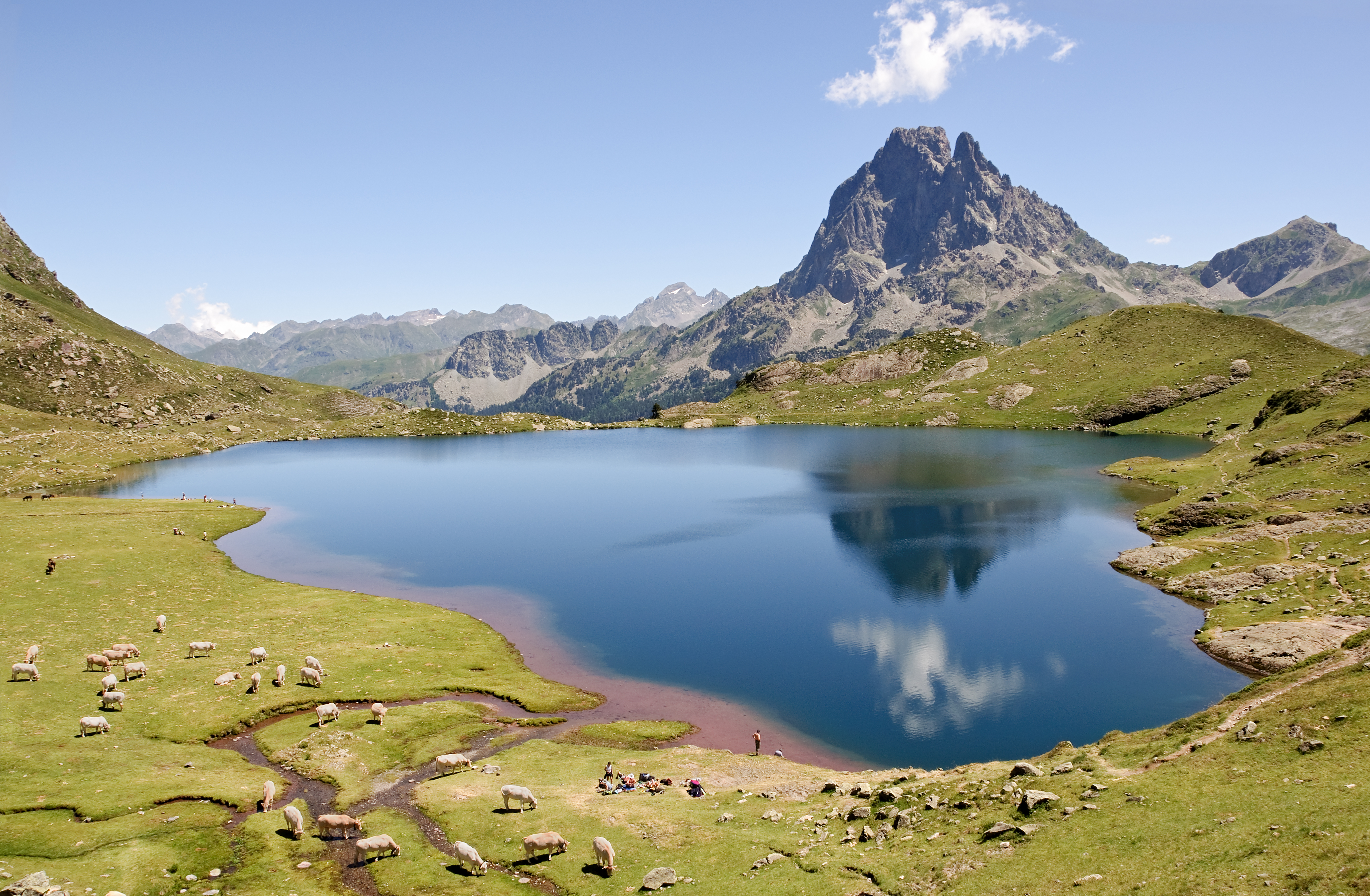
Озеро Жанто та гора Міді-д'Осо.